# Antonella Bucci (album)
Antonella Bucci è il secondo album dell'omonima cantante italiana, pubblicato nel 1996.

## Tracce
1. Pioggia su di noi
2. L'angelo nero
3. Principessa
4. Dal centro dell'anima
5. I tuoi I love you
6. Seguimi
7. Un amore più
8. Certe volte
9. Cercherò
10. Due al mare
11. Il mio amore per te (Por que tu m'aimes encore)